# Ilan Manulis
Ilan Manulis (1949) es un astrónomo israelí, relacionado profesionalmente con el Observatorio Wise.

## Semblanza
El Centro de Planetas Menores le acredita el descubrimiento del asteroide (137217) Racah, avistado el 8 de julio de 1999 en colaboración con Avishay Gal-Yam.

## Eponimia
- Se le ha dedicado el asteroide (13615) Manulis.[3]